# Emilio Pina Lupiáñez
Emilio Pina Lupiáñez (Madrid, 25 de junio de 1937 – Madrid, 8 de agosto de 2020) fue un pintor español.

## Biografía
Nació el 25 de junio de 1937 en el número 15 de la calle de Galileo del distrito de Chamberí de Madrid. Poco más tarde, su familia se traslada al número 24 de la calle de Magallanes, dentro del mismo barrio, ya que, en la misma finca se encontraba el pequeño negocio familiar.
Su padre, Emilio Pina de Andrés, disponía de una buena formación como dibujante y había montado un pequeño taller artesanal dedicado a la producción de muestras y carteles publicitarios para los comercios, sobre todo de Madrid. Su madre, Carmen Lupiáñez Pérez, era hija del pintor paisajista malagueño José Lupiáñez y Carrasco. El ambiente familiar no era por lo tanto ajeno al mundo del arte y la afición por la pintura y la música siempre estuvo presente durante toda su infancia y adolescencia.    
La familia cambia de domicilio una vez más, aunque dentro del mismo barrio, en el que también comienza sus estudios y su actividad laboral.
Realizó sus primeros estudios en el Grupo Escolar Ramiro de Maeztu de la calle Fernando el Católico, e inició el bachillerato en el Colegio de los Hermanos Maristas de la calle Fuencarral, terminándolo en el Colegio Veyllón de la calle García de Paredes y examinándose en el Instituto Cardenal Cisneros. Ya desde muy pequeño muestra interés por el dibujo y la pintura.
En 1954, con 17 años, inicia los estudios de música, su otra pasión, en el Real Conservatorio de Madrid, entonces situado en la calle de San Bernardo, donde estudia solfeo, armonía y cinco cursos de piano. En el conservatorio conoce a Áurea Barba Rodríguez, pianista y sobrina del pintor Juan Barba, con la que contrae matrimonio en 1962 y con la que tiene dos hijos, Emilio y Áurea.
Durante tres años asiste a clases de dibujo en la Escuela de Artes y Oficios Artísticos de la calle de la Palma. A su formación ayudó sin duda su trabajo en el taller de muestras y carteles publicitarios de su padre. En ese taller ejercitó técnicas de dibujo y, sobre todo, de pintura. El empleo de útiles, pigmentos, barnices y disolventes le aportará un sólido conocimiento de la técnica pictórica que se manifiesta en toda su obra.
Durante algún tiempo colaboró con el decorador polaco Janutz Worsnawsky, realizando trabajos de diseño gráfico y muestras publicitarias. En los años 60, las visitas y las conversaciones en el estudio de Juan Barba, tío de su mujer, ejercerán una gran influencia en su trabajo posterior.
La primera exposición de su obra tuvo lugar en 1966, en la Galería de Arte Berriobeña, situada en la calle Zorrilla, en la que expondrá cuatro veces más.
En 1968 ingresa como socio en la Asociación Española de Pintores y Escultores , de la que es un miembro activo, lo que le permite relacionarse con otros pintores y, sobre todo, estar al corriente de su obra. Entre 1984 y 1987 es nombrado vicepresidente y desde 1990 hasta 1995 es Secretario General de dicha Asociación.
En 1974, tras cerrar su padre el taller, es contratado por una empresa de ingeniería para realizar perspectivas de grandes infraestructuras. En 1986 decide dedicarse exclusivamente a la pintura. Desde entonces su producción aumenta considerablemente y también sus exposiciones, que se multiplican por diversas ciudades españolas.
Tras más de 40 años de actividad pictórica, la enfermedad de Áurea, su mujer, le obliga a ir abandonando paulatinamente la pintura, actividad que cesa definitivamente en torno al año 2010.
Emilio Pina Lupiáñez falleció en Madrid el 8 de agosto de 2020.

## Obra
La pintura de Pina Lupiáñez puede integrarse en la tradición de cierto costumbrismo madrileño: Francisco de Goya, Leonardo Alenza, Eugenio Lucas y Juan Barba, entre otros. Un costumbrismo poético y, a veces, nostálgico y evocador de un Madrid castizo anterior al desarrollo y al cosmopolitismo. Un Madrid casi primigenio de corralas, portalones, pequeños comercios y talleres artesanos, fiestas populares, guiñoles y tiovivos, aunque exento de tintes folclóricos.
Un Madrid, cuyos personajes sencillos e inocentes marcan, en gran medida, sus intereses y su temática como pintor. También el paisaje es motivo de atención, pero siempre interpretado de un modo personal. Especial relevancia tiene el paisaje urbano: estaciones de ferrocarril, antiguos comercios, arrabales, siempre evocadores de un pasado prácticamente extinguido.
Pina Lupiáñez pinta sin modelo, la mayor parte de su obra es fruto de su imaginación, su paleta de colores es amplia pero muy elaborada, y apenas hace uso de los colores puros. Su obra se caracteriza por la representación de atmósferas y ambientes en los que se desarrolla la vida cotidiana de los más humildes. En este sentido, la obra de Pina Lupiáñez posee también cierta carga social. Con el tiempo, la temática se hace más compleja, aunque dentro de la misma línea, al tiempo que hace un empleo más sofisticado del color.
Su trabajo como pintor se complementa con su labor como dibujante, dentro de la misma temática y con un trazo intenso y vigoroso.
Tiene obra expuesta en el Palacio de Manuel Godoy de Villaviciosa de Odón (Madrid). Su obra está también presente en colecciones privadas de Canadá, Estados Unidos, Francia, Japón, República Dominicana, Rusia y Venezuela.
Sobre su pintura han escrito, entre otros, Juan José Alonso Millán, Marcelino Cuevas, Elena Flórez, Sol García Conde, Amalia García Rubí, Victoria Gassané, Paloma Herrero Antón, Conchita Kindelan, Edorta Kortadi, Antonio Morales, José Luis Morales y Marín, Tomás Paredes, José Pérez Guerra, José Prados López, Wifredo Rincón García, Guillermo Rodríguez Mingorance, Javier Rubio Nomblot, Felicidad Sánchez Pacheco, Camino Sayago, Juan Antonio Tinte, Ana Ustáriz, María Aurora Viloria e Itziar Zabalza.
La obra de Emilio Pina Lupiáñez ha sido comentada en las revistas de arte: Arteguía, Artesfera, Anticuaria, Biométrica, Correo del Arte, El Punto de las Artes, Espiral de las Artes, Gaceta de Bellas Artes. Así como en los diarios: ABC, Arriba, Cinco Días, El Alcázar, El Mundo, El País, Expansión, Madrid, Pueblo, YA, Diario de Burgos, Faro de Vigo, Atlántico.

## Exposiciones

### Individuales
1966-1974 Sala Berriobeña. Madrid
1979-1981 Galería Torres Begué. Madrid
1980 Ayuntamiento de Sigüenza (Guadalajara)
1981 Diputación Provincial de Córdoba
1984-1988 Galería Mayte Muñoz. Madrid
1991 Galería Echeberría. San Sebastián (Guipúzcoa)
1993-2006 Galería Castelló 120. Madrid

### Colectivas
1974-1991 Salones de Otoño de Madrid. Asociación Española de Pintores y Escultores
1976 Palacio de la Virreina. Barcelona.
1981 Exposiciones de Invierno, Galería Griffé & Escoda. Barcelona.
1982 Círculo Catalán de Madrid. 
1988 VI Bienal Iberoamericana de Arte, Palacio de Bellas Artes, México, DF
1989 Exposición “Cinco Pintores Madrileños de Hoy en Homenaje a Cinco Pintores Madrileños de Ayer”. Caja de Madrid. Barcelona
1990-1991 I y II Certamen de Carnaval Casa del Reloj. Ayuntamiento de Madrid.
1991-1994 XIX Certamen Nacional de Pintura Caja de Madrid.
1994-1996  “Nueve Expresiones”. Madrid, Valladolid, Valencia y Vigo.

## Premios
1979 Premio de Pintura Ayuntamiento de Madrid.
1981 Segunda Medalla de Dibujo. Salón de Otoño de Madrid. Premio Araceli Treceño.
1986 Segunda Medalla de Pintura. Salón de Otoño de Madrid.  Premio Excmo. Ayuntamiento de Madrid.
1988 Premio Santiago de Santiago.
1991 Primera Medalla. Certamen de Minicuadros.
Premio Casa del Reloj. II Certamen de Carnaval.
1993 Premio Extraordinario Reina Sofía. Salón de Otoño de Madrid. Premio Espiral de las Artes (7).